# Iglesia ortodoxa de República Checa y Eslovaquia
La Iglesia ortodoxa checa y eslovaca (en checo: Pravoslavná církev v českých zemích a na Slovensku; en eslovaco: Pravoslávna cirkev v českých krajinách a na Slovensku), llamada Iglesia ortodoxa checoslovaca hasta 1993, es una de las Iglesias autocéfalas de la comunión ortodoxa. 

## Historia
Los orígenes del cristianismo en tierras checas y eslovacas se remontan a la cristianización de Moravia en el siglo IX, atribuida a los misioneros Cirilo y Metodio, quienes llegaron a la Gran Moravia desde Constantinopla en 863 por petición del rey Rastislav. No obstante, después de su muerte, la misión fue tomada por la Iglesia latina y los misioneros orientales fueron reemplazados por misioneros occidentales.
En el año 1054 se dio el cisma de Oriente y Occidente y los cristianos orientales que vivían en la actual Eslovaquia oriental continuaron practicando su fe ortodoxa; estos fieles dependían de la Iglesia ortodoxa de Constantinopla y pertenecían a la diócesis de Mukáchevo; sin embargo, en el siglo XVII muchos cristianos orientales, movidos por la nobleza local, se unieron a la Iglesia de Occidente, tomando el nombre de greco-católicos. Los fieles ortodoxos restantes pasaron a estar bajo jurisdicción de la Iglesia ortodoxa serbia, hasta que en 1921, Matěj Pavlík (Gorazd) fue ordenado obispo de la pequeña comunidad ortodoxa de Checoslovaquia, compuesta sobre todo por cismáticos procedentes de la Iglesia católica (tanto latinos como orientales). En un principio, la Iglesia checoslovaca siguió dependiendo de la Iglesia ortodoxa serbia, pero en 1923 el Patriarca de Constantinopla le concedió la autonomía. Después parte de los seguidores de Pavlík se separaron para formar una Iglesia protestante.
Durante la Segunda Guerra Mundial, la Iglesia ortodoxa checoslovaca sufrió la represión de los nazis y fueron ejecutados numerosos sacerdotes. El mismo Pavlík, conocido como obispo Gorazd, fue ejecutado, acusado de ofrecer refugio a los asesinos del jerarca nazi Reinhard Heydrich. Gorazd fue canonizado por la Iglesia ortodoxa checoslovaca en 1987.
Después de la guerra la Iglesia quedó bajo jurisdicción del Patriarcado de Moscú, que le concedió en 1951 la autocefalia como Iglesia ortodoxa checoslovaca, la cual fue reconocida en 1998 por el Patriarcado Ecuménico de Constantinopla.
Tras la escisión de Checoslovaquia, en 1993, la Iglesia se dividió en dos provincias metropolitanas, que sin embargo se reúnen en un mismo sínodo. Entre ambas solo suman unos 75 000 fieles.
En 2018, la Iglesia contaba con cuatro diócesis, 165 parroquias, 200 sacerdotes, una facultad de teología ortodoxa, un seminario y ocho monasterios. Desde enero de 2014, la cabeza de la Iglesia checa y eslovaca es el metropolita Ratislav, arzobispo de Praga.